# Knoxville
Knoxville è una città dello Stato del Tennessee ed è il capoluogo della contea di Knox. La città nel 2020 conta una popolazione censita di 190 740 abitanti, rendendola la terza città più grande dello Stato dopo Nashville e Memphis. Knoxville è la città principale dell'area metropolitana di Knoxville (KMSA), che nel 2018 aveva 868 546 abitanti, in crescita dello 0,9 percento, o 7 377 abitanti, dal 2015. La KMSA è, a sua volta, il componente centrale dell'area combinata statistica di Knoxville-Sevierville-La Follette, che nel 2018 aveva una popolazione di 1 096 961 abitanti.

## Geografia
Knoxville è situata a 35°58′00″N 83°57′00″W (35.966667, -83.95). Secondo lo United States Census Bureau, ha un'area totale di 104,2 mi² (269,88 km²).
Knoxville si trova nell'area della Great Appalachian Valley e metà strada tra le Great Smoky Mountains a est e l'Altopiano del Cumberland a ovest. Il territorio comunale è caratterizzato da bassi rilievi, il punto più elevato corrisponde alla House Mountain, 629 m s.l.m.
Il centro abitato è attraversato dal fiume Tennessee.

## Storia
Colonizzata nel 1786, Knoxville fu la prima capitale del Tennessee. La città ha lottato con l'isolamento geografico per tutto il XIX secolo. L'arrivo della ferrovia nel 1855 portò a un boom economico. Durante la guerra civile americana, la città fu amaramente divisa sulla questione della secessione, ed era occupata alternativamente da eserciti sia Confederati che dell'Unione. Dopo la guerra, Knoxville crebbe rapidamente come importante centro commerciale e di vendita all'ingrosso. L'economia della città ristagnò dopo gli anni 1920 quando il settore manifatturiero crollò, l'area del centro cittadino cadde in declino e i leader della città si radicarono in lotte politiche altamente partigiane. Ospitare l'Expo 1982 contribuì a rinvigorire la città, e le iniziative di rivitalizzazione da parte dei leader della città e degli sviluppatori privati hanno avuto importanti successi nel stimolare la crescita della città, specialmente nell'area del centro cittadino.

## Monumenti e luoghi di interesse
I due edifici più elevati di Knoxville sono il First Tennessee Plaza (27 piani) e il Riverview Tower (24 piani) entrambi situati in Gay Street. L'edificio più caratteristico è la Sunsphere, una struttura a travatura reticolare alta 81 metri edificata nel 1982 in occasione dell'Expo 1982 nella stessa occasione fu costruito anche il Tennessee Amphitheater..
Il centro cittadino include stili architettonici di epoche diverse, dall'edificio in travi della James White House (1786) al moderno Knoxville Museum of Art (1990). Tra gli stili vi sono il neogreco dell'Old City Hall, il vittoriano dell'Hotel St. Oliver e del Sullivan's Saloon), il gotico della chiesa metodista di Church Street, il neoclassico dell'Old Customs House e l'Art déco del Knoxville Post Office.
Knoxville è la sede del campus dell'Università del Tennessee, le cui squadre sportive, chiamate "Volunteers" o "Vols", sono estremamente popolari nell'area circostante. Knoxville è anche sede del quartier generale della Tennessee Valley Authority, del tribunale della Corte Suprema del Tennessee per il Tennessee orientale e delle sedi centrali di diverse compagnie nazionali e regionali. Come una delle più grandi città della regione degli Appalachi, Knoxville si è posizionata negli ultimi anni come deposito della cultura degli Appalachi ed è una delle porte del Parco nazionale delle Great Smoky Mountains.

## Società

### Evoluzione demografica
Secondo il censimento del 2018, la popolazione era di 187 500 abitanti. Al 2020, la popolazione residente censita è salita a 190 740 abitanti.

### Etnie e minoranze straniere
Secondo il censimento del 2010, la composizione etnica della città era formata dal 76,1% di bianchi, il 17,1% di afroamericani, lo 0,4% di nativi americani, l'1,6% di asiatici, lo 0,2% di oceaniani, il 2,2% di altre razze, e il 2,5% di due o più etnie. Ispanici o latinos di qualunque razza erano il 4,6% della popolazione.

## Amministrazione

### Gemellaggi
- Chełm
- Chengdu
- Kaohsiung
- Larissa
- Muroran
- Neuquén
- Contea di Yesan